# Brockton (Worthen with Shelve)
Brockton – przysiółek w Anglii, w hrabstwie Shropshire, w dystrykcie (unitary authority) Shropshire. Leży 9,2 km od miasta Welshpool, 19,9 km od miasta Shrewsbury i 236,1 km od Londynu. W latach 1870–1872 miejscowość liczyła 303 mieszkańców.